# Chéry
Chéry település Franciaországban, Cher megyében. Lakosainak száma 225 fő (2022. január 1.). Chéry Lazenay, Lury-sur-Arnon, Massay, Reuilly és Saint-Pierre-de-Jards községekkel határos.

## Népesség
A település népessége az elmúlt években az alábbi módon változott:
| Lakosok száma | 306  | 266  | 268  | 223  | 213  | 211  | 214  | 216  | 218  | 225  |
|               | 1968 | 1982 | 1990 | 2006 | 2013 | 2015 | 2017 | 2019 | 2020 | 2022 |